# どちら様も!!笑ってヨロシク
『どちら様も!!笑ってヨロシク』（どちらさまも わらってヨロシク）は、日本テレビ系列（NNN・NNS）で1989年10月18日から1996年6月19日まで放送されていたクイズバラエティ番組である。番組開始3年前の1986年9月17日で終了した前番組の『クイズ笑って許して!→笑って許して!!』をリニューアルする形でスタートした。
放送時間は毎週水曜日・19時半から20時の30分間。1994年4月13日に19時から20時の1時間番組になった。

## 概要
この番組はクイズ番組という形を取ってはいるものの、特に30分時代はクイズの正解があらかじめ視聴者のみにテロップで公開されることが多く、視聴者が一緒に考えるというよりも出演者のリアクションを見て楽しむことに重点が置かれていた。
番組開始からしばらくは視聴率的に伸び悩んだが、徐々に上昇し始め、時には20%近くの数字を取るようになった。また、同番組の前枠『追跡』が1994年3月いっぱいで終了することになり、1994年4月13日からは水曜日19:00スタートの1時間放送へ拡大した。なお、1時間枠時代は一部地域にて前半30分枠のスポンサーを差し替えていた。これは『追跡』に各ネット局が独自でつけていたローカルスポンサーがそのまま『笑ってヨロシク』に移った事によるもの。なお、放送時間拡大に際して、当初は『どちら様も!!もっと笑ってヨロシク』と改題される予定だったが、実際には改題されなかった。
1時間化後さらに番組の人気は上昇し、1994年末の特番「花も嵐も踏み越えてスペシャル」では最高視聴率24.1％を記録（スペシャルゲストは木村拓哉＆高島忠夫）。しかし、1995年春から徐々に視聴率が落ち始め、1996年6月19日に終了。次番組は当番組のテーマとなっているクイズを外した『1億人の大質問!?笑ってコラえて!』である。次番組では所を除くこの時点でのレギュラーは全員降板した。

## 30分時代のルール
街の人達にあらゆることをしてもらい、“何と言っているでしょうか”や“何を触っているでしょうか”など早押しで答える形式がメイン。
- 解答者は5組（スペシャルゲスト含む）。
- 正解者は得点として金色(番組最初期は金色ではなく、薄色だった)のヤシの木が1本貰える（ラストクイズは倍の2本）。
- お手つき･誤答は1回休み（特番時や私、母よねクイズやクイズ!1位はダメ～を除く）。次の解答者は、VTRを見てからボタンを押す｡流れる前にボタンを押すと、所に突っ込まれる事があった｡
- 所スペシャル（通称:トコスペ）…解答者が早押しで解答権を得た際、まれにファンファーレが鳴ると同時に「所スペシャル」と音声合成風なナレーションが聞こえる事がある（その際、テレビ画面には所スペシャルのロゴ（数色（黄色・赤等）のバリエーションがある）が登場する）。その時に正解すると、ヤシの木を2本（最終問題は4本）獲得できるというシステム。ほとんどはスペシャルゲストチーム（初めて所スペシャルを引いたのは、第1回放送のスペシャルゲストだった逸見政孝である）が押したときに登場していた。所は「100万回に1回の確率で登場する」と言っていたが、実際は週に1～3回ほど登場した。

### 30分時代の主なクイズ

#### スペシャルゲストクイズ
第1問「スペシャルゲストクイズ」
5枠ある解答者席の3枠目がスペシャルゲスト（スペゲス）席で、所の「衝立お願いしまーす」の掛け声でその両側に壁から衝立が登場し、他の解答者に見えない状態となった後にゲストが登場する。衝立登場時のBGMはYMOの『NICE AGE』のイントロ部分をアレンジしたものを使用していた。問題はその人物についてのイメージ・感想を街の人達が答えているVTRを見て、早押しクイズでその人物を当てるというもの。ただし、早押しに入る前にVTRの最初の一人分を見て第一印象だけで当てるルールがあり、これは解答者全員がフリップに解答を書く方式であった。
第一印象で当たることはほとんど無かったが、加賀がこの時点で正解したことがある。それまで早押しで、毎週のようにルー大柴と解答していたが、ある回で本当にゲストとして登場。（ただし、この時点で正解しても告知などはされず、早押しで正解した者のみが正解者となるルールであった）この時加賀は「当たってるじゃない!」と所に言ったが、所は無視して次のコーナーに進めようとした。それでも加賀が騒ぐので所はヤシの木のかわりにぞんざいなデザインの人形をプレゼントしたが、加賀はその人形を所へ投げ返した。
VTR開始時の掛け声は「アタック!（ここでアタック音が入り、引き続き次のセリフ終了までBGMが挿入される）あなたはこの方をどう思いますか?×2（BGM終了）どちら様も笑ってヨロシク」。正解が出るとファンファーレの後に衝立が収納され、レギュラー解答者と対面する。正解が出た後も、他の特徴的なコメントVTRやゲストに関係のある人物からのコメント（所曰く「フォローVTR」）や街の人のイメージ・感想が多かった物をベスト3形式にまとめた「どう思いますか?ベスト3」（番組初期）を紹介することが多かった。その後、3枠には解答者席用セットが設置され、スペシャルゲストは第2問以降の解答者として参加する。
衝立はスタッフによる手動のもの。スペシャルゲストが「衝立を動かすスタッフの人」と言っても、あくまでも所は「あれは番組が開発したアンドロイド」と言い張った。
第2問「スペシャルゲストクイズ2」
5枠目の隣に衝立ができ、そこに2人目のスペシャルゲストが登場する。そして、第1問と同様に街角の声からその人物を当てる。問題が終わると2人目のスペシャルゲストは、当初はクイズに参加せず問題終了後はサブ司会役として番組に参加していたが、後に問題終了後は3枠のスペシャルゲスト席に座り、1人目のスペシャルゲストとペアで以降のクイズに参加する。
後期は視聴者や観客に分からないようにシルエット形式で出題された。このため、後期は2問目VTR開始時の掛け声が「アタック!（ここでアタック音が入り、引き続き次のセリフ終了までBGMが挿入される。アタック!が割愛されることもあった。）この方は一体だれなんでしょう?×2（BGM終了）どちら様も笑ってヨロシク」となった。VTR開始時の所の掛け声は「ハイビジョン対応未来型カプセル、スイッチオン!」（ちなみに実際に番組がハイビジョン対応になるのは、後継番組の『笑ってコラえて!』で、2006年10月からである。またこの当時、所が三洋電機のBSアナログハイビジョン対応テレビ「帝王」のCMに出演していたことも関係している）。正解が出るとスクリーンを破ってスペシャルゲストが登場する。
このクイズは後継番組である『笑ってコラえて!』でも2008年10月1日放送分から行われる様になった。

#### 週替わりのクイズ
3問目以降は週替わりで数問が出題された。
以下に代表的なクイズを列記する。
ミュージックシェーカークイズ
日本語を解しない世界各国の街の人達に日本の歌を歌ってもらい、解答者は何の歌かを当てる。兄弟版として日本語の文章を読んでもらって何と言っているかを当てるクイズもあった。
口風ピューピュークイズ
街の人達に口元にブロワーから出る強風を吹き付けつつあるフレーズを言ってもらい、解答者は何を言っているかを当てる。VTR開始時の掛け声は「アタック!（ここでアタック音が入り、引き続き次のセリフ終了までBGMが挿入される。アタック!が割愛されることもあった。）みなさん、×××（ペケペケペケ）と言ってください!×2（BGM終了）（どちら様も）笑ってヨロシク」。
顔面水中クイズ
街の人達（基本的に1人だけだが、2人で挑戦する場合もあった）に水槽の中に入った水に顔を付けつつあるフレーズを言ってもらい、解答者は何を言っているかを当てる。1991年秋の『スーパークイズスペシャル』では有名人によるバージョンが行われた。
よいこのハミガキクイズ
幼稚園児達に歯磨きしながらあるフレーズを言ってもらい、解答者は何を言っているかを当てる。コーナータイトル時には『おかあさんといっしょ』の「はみがきじょうずかな」で流れる曲が使用されていた。
他にも様々なタイプのフレーズ当て問題があったが、末期は「ことば当てクイズ」として複数の形式が統合された（カズーを口にくわえながら、2人で互いにゴム紐を引っ張りながら、レモンを口にくわえながら等）。
出題されるフレーズは、初期は「バカボンのパパ」や、「ポパイのパンツ」等、2つ程度の単語からなる物だったが、中期から一捻りしたものが出題された（例えば、「あいうえお かきくけこ さしすせそ」ではなくて「あいうえお かきくえよ（柿食えよ） さあ、すし（寿司）くえよ」・「手を挙げて 横断歩道を 渡りましょう」ではなくて「手を挙げて 横断歩道を ワタリガニ」等有名な言葉をもじったフレーズや、「フィリピンのかぜ薬は、非ピリン系。早く飲み台湾。」・「竹やぶ焼けた　高木ブー痩せた?」･「合格電報　どう書く?蓮舫」等駄洒落を入れたフレーズを出題）。一時期は出題されるフレーズを視聴者から募っていたこともあった。
らくがおクイズ
みうらじゅん考案の「らくがお」を基にしたクイズ。小学生が有名人の顔写真に落書きをした物を見て、誰かを当てる。正解発表後はみうらがこれらの作品を品評するVTRが流れていた。
1時間時代には、早書き方式で出題された。得点は勝ち抜けた順に300t、200t、100t、50t、10t、5t。
ゲストの舛添要一にされたらくがおがあまりにも滑稽だったため「らくがおのスター」と称され、一時期スタジオセットに飾られたこともあった。のちにこれらのらくがおをまとめた書籍も1993年に「らくがお帳」（表紙はらくがおされた舛添の写真で、帯には『笑ってヨロシク』についての軽い記述がある）のタイトルで小学館から出版された。
通常は江川か鶴瓶のらくがおが例題として出されるのが定番だが、度々江川のらくがおばかりが例題として出されていた事に江川が「何で（例題が）毎週毎週私（の顔）なんですか?」と文句を言った事があるが、所は「面白いから」とあっさり答えていた。
コーナーの性質上、コーナー終了時には「良い子のみんなは外でらくがおしないでね!」という警告テロップが表示されていた。
クイズ!1位はダメ～
街の人に「○○○な芸能人は?」というようなアンケートを行い、そのベスト10を早押しで解答する。2位を当てるとヤシの木3本、3位を当てると1本。ただし1位を当てると減点（この時は「ドカ～ン!!」と爆発音が鳴った後、トニー谷の『あんたのおなまえ何ァんてェの』の囃子歌「♪エライコッチャエライコッチャヨイヨイヨイヨイ」が流される）。持っていたヤシの木は全部没収され、「マイナス」というナスを模したキャラクターが置かれる（実質、得点が一気にマイナス1点まで下がる。）。「マイナス」は、以降の問題で正解すれば取り除かれる。また、当てた順位によっては、ヤシの木1/2本、得点にはならないものの「大入り袋」（当てると賞金。この時は、「ガッポリガッポリガバリとガッポリ」という囃子歌が出る。これは『あんたの - 』のB面『ガッポリ節』の囃子歌）や、ナスのヘタを模した「ナス帽」（これを獲得した回はずっとこれを被っていなければならない。あまりにも早い段階で1位を引き当てた解答者に被せる場合もあった）を獲得。10位以内に入っている場合は「入ッテマス」という合成音声っぽいナレーションが入る。また、所の独断で突然「○位を当てたら巨大ヤシの木をあげます」と言って、本来なら無得点の順位に点数を設定する場合もあった。
私、母よねクイズ
ある有名人とその母親らしき人物が登場するVTRが流れ、両人のエピソードを聞いて母親らしき人物が本物の母親かどうかを当てるクイズ。回によっては母親らしき人物が3人登場し、3択形式で出題される場合もあった。タイトルは細川たかしの「心のこり」の歌詞である「私バカよね」より。
リアクションクイズ
街の人達が番組スタッフからある事（例:足の爪を切られる）をされてリアクションを取っているVTRを見て、一体何をされているか当てるクイズ。
クイズ美味しんぼ（もし、○○が入っていたら!?）
1991年7月17日放送分で初登場。ある食べ物を別の料理に混ぜたりした物（例:ポテトチップスで作った炊き込みご飯）を街の人達に食べてもらい、その感想を聞いて何が混ざっているかを当てるクイズ。当時同局で『美味しんぼ』のアニメが放送されていた関係もあってか、コーナータイトルには実際のロゴを使用していた。
街角外人クイズ
外国人リポーター（男性と女性の2名）が街の人達に日本語である質問（質問部分は効果音により消されている）を行い、その回答を聞いてリポーターが質問した内容を答えるクイズ。
その他、街の人のアクションを見て何を表現しているかを当てるクイズ、尻文字で何を書いているかを当てるクイズ、ジェットコースターに乗ってあるフレーズを言ってもらい何を言っているかを当てるクイズなど。

## 1時間時代のルール
- 解答者は6組（スペシャルゲスト含む）。
- 得点システムは、得点の書かれた分銅を解答席に設けてある投入口に入れ、合計得点が得点板にデジタルで表示される。単位は重さの単位であるt（トン、正式にはポイントン）。当初は分銅を解答席に入れてから加点されていたが、後にこれを省いて自動的に加点されるようになった。
- お手つき･誤答は1回休み（早押しクイズのみ。ただし特番時、クイズダジャランクや時限爆弾クイズは除く）。

### 1時間時代の主なクイズ
早押しクイズは1995年1月頃から（スペシャルゲストクイズや特番時のクイズダジャランクを除いて）次第に行われなくなっていった。
スペシャルゲストクイズを除いて1時間時代の全期間（1994年4月 - 1996年6月）で行われていたのはクイズ・普通の人々と時限爆弾クイズのみであった。

#### 第1問「スペシャルゲストクイズ」
30分時代とほぼ同じだが、途中で「スペシャルゲストさんからのスペシャルヒント」としてゲストのエピソードが語られる。
また、その人物についてのイメージ・感想を街の人達が答えているVTRやエピソードを見てスペシャルゲストがその時の感情（喜んでいるか怒っているか）を手持ちのレバーで表すようになった。
正解者は100t。

#### 週替わりのクイズ
以下に代表的なものを挙げる。
クイズ!暴走クロス
1995年春に始まった。2人1組のクイズ。1人はミニチュア機関車（王冠を被ったネコの様な顔と、右手に黄色い槍状の針を持った腕がくっついている）の線路の前に拘束され、目の前には風船が置いてある。もう1人は、縦横2つずつで構成されたクロスワードパズルを解きつつ、機関車が1周して風船を割る前に風船を持ち上げて回避しなければならない。制限時間内に解いた言葉1つにつき50t。ただし、風船が割れたら失格。
後に「クイズ!暴走機関車」と改題され、問題の形式も「山手線の駅名」の様に、テーマに沿ったものを書くというものに変更された。あるテーマを4つ以上書かないと得点にはならない（4つ目より1つ毎に30t）。
なお、このクイズはNHKで放送された『危険信号』をモチーフとしており、同じ日本テレビ系の『おはよう!こどもショー』でも同様の形式として「はらはらマシーンゲーム」があった。フジテレビ系『クイズ!ヘキサゴンII』の「仲間を救え!底抜けドボンクイズ!」も同様の形式で行われている。
クイズ!あれ?どっちだっけ?
1994年に始まった。徐々に難易度の上がる2択の問題を出題され、5問連続で正解すれば200t獲得。途中で間違えると、専用の解答席の後ろにセットされた巨大な手が倒れて解答者を直撃する。なお、普段は1人で行うが、1995年春と秋の『スーパークイズスペシャル』では3人で行われた。その場合、途中で間違えた解答者は叩かれた状態のまま自分の組が終了するのを待たなければならない。
クイズ!仲間はずれはいけないヨ
1995年春に始まった。1対1の対決形式のクイズ。複数の答えのある問題（例:東北地方の県と言えば?）が出題され、それぞれ1つずつ答えの書かれた5つのボックスがある。ただし、1つだけ誤った答えの書いてあるボックスがある。解答者は正しい答えの書いてあると思ったボックスに入り、紐を引っ張る（正解ならセーフ、不正解なら頭の上の巨大風船が割れる）。
対決に勝つか、2巡して不正解のボックスだけ残った場合は引き分けとして、100t獲得。
地獄クイズ!イメージ10
1994年に始まった。「○○○な芸能人といえば?」と言う質問やある芸能人についてのイメージ・印象をアンケートし、ベスト10にしたものを出題。解答者は30秒以内にベスト10の項目を答える。4項目正解で50t、以降さらに正解する毎に50t獲得となる。正解が3項目以下で得点を獲得できなかった場合は、専用の解答席の上にセットされた巨大な足が下りてきて、解答者は頭を踏まれる。
特番時は「クイズ・普通の人々」コーナーに出演していた芸能人2名が男性チーム及び女性チームのメンバーの代わりに解答し、両チームキャプテンである鶴瓶と加賀が解答席に座るルールで行わる場合もあった。
クイズ!レッツゴー順
1995年1月に始まった。5つの項目が書かれたカードを、指定された順に並び替える（例:有名人を年齢順に並べる、食材を鉄分の多い順に並べる）。並べ替えた後にボタンを押すと、現時点での正解数が表示され、これを手がかりに完全正解を目指す。制限時間内に5つとも正しく並べると100t。コーナー名はレツゴー三匹のメンバーであるレツゴーじゅんから。
クイズ イコールを探せ!
上下それぞれに6枚ずつのカードが上側は裏返し、下側は表になった状態で並べられた映像が出題される。各パネラーは、神経衰弱の要領でまず上側のA～Fのアルファベットが振られたカードを宣言して1枚表に返し、その1枚とお題（例:上側＝ものの名称、下側＝業界用語）に沿ってペアになった下のカード1枚を答える。ただし、上下ともに、どれともペアにならない「ババ」となるカードが1枚混じっている。
正解した場合はポイントを獲得した上で答えたペアのカードを取り除き、もう一度答えられる。不正解の場合は選んだカードが裏返しに戻り、次のパネラーに解答権が移動。因みに、カードが裏返しに戻る時に｢ブィッ!!｣と間抜けた効果音が鳴るので、たまに鶴瓶が｢その音やめい!｣と突っ込みを入れる場合があった｡
クイズダジャランク
特番時限定のクイズ。街の人達にある物（アジ、たわし等）を使ったダジャレを言ってもらい、その中で多く言われてベスト5内に入ったダジャレを早押しで答える（ボタンが押されるまでは、街の人達が少数派のダジャレを言っているVTRが流れていた）。前述した「クイズ!1位はダメ～」同様に2～5位を答えると得点（2位は200t、3～5位は100t）が入るが、1位を答えると減点になってしまう。
このクイズで解答者がダジャレを言った際には、元となった言葉がそのダジャレと一緒にテロップで表示されていた。
QUIZ1億人の声
番組最末期の1996年の春のスペシャルから始まった。街の人にアンケートを行い、そのベスト10を回答するクイズ。ベスト10に入っている答えに、50tと100tの得点が割り振られている。それ以外に金の延棒とヘビの順位があり、金の延棒の順位を当てるとボーナス得点が獲得できるが、ヘビの順位を当てると減点となってしまう。このクイズは2問行われるが、2問目は金の延棒とヘビの代わりに宝箱になり、宝箱の順位を当てると金の延棒かヘビのどちらが入っているか分からないパターンとなっている。
これらの週替わりクイズが登場する前（1994年末頃まで）は「和田勉対林家ペー、どちらがダジャレをたくさん言えるか」クイズや、アフリカのとある部族に「酋長にしたいのは?」といった質問をしたアンケートクイズ、30分時代と同様の早押しクイズなどが行われた。

#### クイズ・普通の人々
1時間番組になったと同時に始まったクイズ。あるテーマ（女子大生、農家等）に沿って集められた100人の観客から、スタジオ内の100台のパソコン（Macintosh LC）を使ってアンケートを取るというクイズ。
出題形式は少数意見を当てるもの、多数意見を当てるものなど問題によって変わる（30分時代に行われていた「クイズ!1位はダメ～」のルールで出題する場合もあり、「クイズ!1位はダメ～」同様に1位を当てた解答者は減点の上「マイナス」というナスを模したキャラクターが渡された）。
解答者は、基本的にフリップに答えを書いて出す。正解なら100tがもらえるケースが多かった。また、基本的にフリップに書かれた解答と一致していれば正解であるが、近い場合も正解とされていた。
多数意見を当てる場合はアンケート回答と問題解答が同時進行、少数意見はまずアンケート回答・多数意見発表の後、問題解答となる。この時、回答者は所から回答理由を尋ねられることもあった（席順表及び回答した人の番号が表示される）。この時の回答者の発言に解答者の答えと近い部分があった場合、その回答者が正解にあたるかどうかを判断していた。
「おねえちゃんズ」と呼ばれる番組アシスタントも登場し、衣装は明るいピンク色のメイド服であった。また、番組放送後のミニ番組である『所さんの所』にも出演していた。

#### 時限爆弾クイズ（ラストクイズ）
数種類のクイズが週替わりで出題された。ルールはいずれも同じ。
まず、各解答者の頭上（通常は解答席上部、特番の対抗戦時は専用セット）に「時限爆弾」がセットされ、各解答者の間にカンニング防止の衝立が出される。解答形式は早押し早書きクイズで、解答者は答えが解ったらフリップに答えを書いてボタンを押し、所に提示して正誤判定される。この時に正解や惜しい誤答の場合はフリップの文章が数個の「（秘）」の字で隠されていた。正解者は勝ち抜け順に500t、400t、300t、200t、100t、5t（稀に50t)と得点が加算され、時限爆弾が解除される。爆発まで残り時間が1分になるとVTRは止まらなくなり、解答者はボタンを押さずに（押しても良い）フリップに書いた答えを直接所に見せる。時間切れで正解出来なかったら残っていた解答者の時限爆弾からコールドガスが噴射され、それまでの得点がすべて没収される。正解発表時に流れる曲は『スーパーマリオブラザーズ』及び『スーパーマリオブラザーズ2』でキノピオやピーチ姫との対面時に流れるもの。
1994年12月のスペシャル版では中間に2問行われていた。この時はキャプテンの鶴瓶と加賀は2問とも答え、江川とゲスト解答者は1問ずつ答えていた。正解者の得点は通常版と同じだが、時間切れで正解出来なかったら解答者の時限爆弾からコールドガスが噴射され、減点として-100tとなった。最終問題の「クイズ 共通点を探せ」は10人全員で行われ、勝ち抜け順に、1000t、900t、800t、700t、600t、500t、400t、300t、200t、100tと加算され、時間切れで正解出来なかったら残っていた解答者の時限爆弾からコールドガスが噴射され、減点として-200tとなった。また、この時の最終問題で1抜けした解答者には個人賞としてハワイ旅行が贈られた（獲得したのは河野景子）。
また派生版として週替わりのクイズで時間切れ時の時限爆弾なし・200t減点の「時限クイズ」も存在され、回によっては「クイズ普通の人々」の前かラストクイズの前に行われたこともあった。
クイズ 共通点を探せ
タレント（タレントではなく文化人や団体等の場合もあり）の名前と写真が次々に表示され、表示された人物の共通点は何かを当てる。当初はこのクイズが時限爆弾なしで行われており、得点は勝ち抜け順に200t、100t、80t、50t、30t、5tで、時間内に答えられない場合は-200t。そのほかは時限爆弾クイズと同じ。
クイズ中流れる曲はオッフェンバックの『天国と地獄』を電子音によりアレンジしたもの。
物当てクイズ 僕（私）は何?（場所当てクイズ 私はどこ?・人当てクイズ 私は誰?）
ある物に関するヒントを見て、その物は何かを当てる。
物ではなく場所を当てる「私はどこ?」や、人を当てる「私は誰?」等の兄弟版もあった。
ハヌケBEST10
あるランキングのベスト10の項目の文字が数個ずつ表示され、それが何のランキングであるかを当てる。
コーナーのタイトルで流れる曲はレッド・ツェッペリンの『移民の歌』（アルバム『レッド・ツェッペリン III』に収録）、クイズ中流れる曲は電気グルーヴの『Popcorn』（アルバム『VITAMIN』に収録。原曲はガーション・キングスレイ）。
クイズ徹底比較
Aという物や人物と、Bという物や人物を比較したヒントを見て、解答者はAとBがそれぞれ何（誰）であるかを答える。これも当初は時限爆弾なしで行われていた。
問題は主に「ダイヤモンドとアーモンド」のようなダジャレや「松本人志と浜田雅功」のような関連性がある項目が出題されていたが、「ケビン・コスナーとビートたけし」のような関連性が無い出題もあった。
なお、特番用の時限爆弾クイズのセットは後継番組である『笑ってコラえて!』の「日本列島ちょっと昔の旅のコーナー」のセットとして使われ、所が「いってらっしゃい」の合図でボタンを押し、コールドガスが噴射される仕組みに改造されている（改造は1人分のみ）。

## トップ賞
30分時代・1時間時代共通で、得点の一番高い人がトップ賞となる（同点決勝はない）。30分時代は2代目セットになった1991年からトップ賞を取った人の席に大量の金貨が降る演出があった。
30分時代である1991年7月17日放送分では準レギュラーである相原勇が4問目まで全問正解していた為、この回から全問正解者にはトップ賞の賞品の他に「パーフェクト賞」（オーストラリアペア旅行）が贈られる事になった（この回で相原は最後の「顔面水中クイズ」も正解し、見事パーフェクトを達成した）。
トップ賞の賞品を持ってくるときに所のマネージャー（番組開始からしばらくの間はマネージャーではなく運転手と言う役割だった。また、1994年末の特番時など2人で登場する場合もあった）が賞品に関連する着ぐるみなどを着て登場し、賞品の内容を説明する。当初はこの後エンディングトークに入っていたが、後に所とマネージャーによる軽いやり取り（所から「それはいいけど、あなたは（何）?」と聞かれたマネージャーが着ぐるみなどの内容を「○○です」のように説明する。その後は（所が賞品を指して）「これは?」「△△です」（所が再び着ぐるみなどを指して）「で、これは?」「○○です」などと数回繰り返して、最終的には所に叩かれる（突っ込みを入れられ、オチがつく）のがパターンとなっていた。この「オチ」のパターンを細かく見れば、出オチと天丼の組み合わせである）が行われる様になった。特番では勝利チーム全員が賞品をもらえていたが、敗北チーム全員にも賞品があった。

## 出演者

### 司会
- 所ジョージ

### レギュラー解答者
- 笑福亭鶴瓶（1989年10月 - 1992年12月、1994年4月 - 1996年6月）

1枠レギュラー。「収録中に居眠りをしたことへの罰」という名目で92年いっぱいで一時降板。降板期間中もスペシャルゲストとして出演したり、問題のVTRに登場したことがあった。1時間番組化に際してレギュラー復帰。
- 高田文夫（1993年1月 - 1994年3月）

鶴瓶の降板期間中の1枠レギュラー。
- 加賀まりこ（全期間）

2枠レギュラー。
- 相原勇（1989年10月 - 1992年頃）

30分時代準レギュラー。
- ちはる（1992年頃 - 1994年3月）

相原の後任で30分時代準レギュラー。
- 江川卓（1993年4月頃 - 1996年6月）

30分時代は準レギュラー、1時間時代は4枠レギュラー。

### ゲスト解答者
（五十音順）
- 大東めぐみ
- おすぎ
- K2（勝俣州和・堀部圭亮）
- シェイプUPガールズ
- ジミー大西
- 志茂田景樹
- 関根勤
- 千秋
- 出川哲朗
- 中島啓江
- 間寛平
- 早坂好恵
- 林家こぶ平
- ポール牧
- 牧村三枝子
- 松本伊代
- 見栄晴
- 山口美江
- 山本晋也
- ゆうゆ
- 吉村明宏

他

## セット・解答席の色
- 30分時代は南国風のセットであったが、1時間時代には30分時代の雰囲気を残しつつ銀色を基調とし、黒と黄のゼブラ模様の配された工場風のセットとなった。
- 解答席の色は以下のとおり。斜体 はスペシャルゲスト席。
- 全期間、1枠は鶴瓶（高田・江川）、2枠は加賀、5・6枠はゲスト解答者で固定されていた。4枠は30分時代は準レギュラー（相原→ちはる・江川・高田）の席だったが、1時間時代は江川で固定された。6枠は元々なく、「スペシャルゲストクイズ2」のための席だったが、1992年9月2日の100回記念の際に臨時で用意され、その後1時間化に際して正式に6枠が増設された。

| 5 | 4 | 3 | 2 | 1 |
| - | - | - | - | - |
| ■ | ■ | ■ | ■ | ■ |

| 5 | 4 | 3 | 2 | 1 |
| - | - | - | - | - |
| ■ | ■ | ■ | ■ | ■ |

| 5 | 4 | 3 | 2 | 1 |
| - | - | - | - | - |
| ■ | ■ | ■ | ■ | ■ |

| 6枠制時代 |   |   |   |   |   |
| （1994年4月 - 1996年6月） \| 6 \| 5 \| 4 \| 3 \| 2 \| 1 \| \| - \| - \| - \| - \| - \| - \| \| ■ \| ■ \| ■ \| ■ \| ■ \| ■ \| |   |   |   |   |   |
| 6 | 5 | 4 | 3 | 2 | 1 |
| ■ | ■ | ■ | ■ | ■ | ■ |

## 特番
特番では男性チーム（鶴瓶（高田）キャプテン）対女性チーム（加賀キャプテン）の対抗戦である事が多かった。30分番組時代のチーム対抗戦では、通常回のヤシの木による得点方式は使わず、正解すると問題ごとに設定された得点を獲得できるルールだった（得点の単位は普通に「点」）。VTRの進行に応じて獲得できる得点が減っていく問題もあり、最終問題はVTRの初め数秒で正解したら超大量の得点が獲得できる（1万点など）表示になっているが、まず獲得は不可能、といったお遊び要素が取り入れられていることもあった。  
所は男性チームを「きたないさんチーム」、女性チームを「きれいさんチーム」と名付けようとしたところ鶴瓶が抗議したため、結局、「こぎたないさんチーム」・「こぎれいさんチーム」になった。また、スペシャルゲストで登場した萩本欽一が「こぎたないさんチーム」を「臭いさんチーム」と間違えたため、男性チームは「こくさいさんチーム」となった回もあった。
30分番組時代の頃の特番では、金のサンマに柄が付いている「ゴールデンサンマー」（テレビ朝日で放送していた『100万円クイズハンター』の「ゴールデンハンマー」のパロディ）や、当時所がCMに出演していた東海の「チャッカマン」を金色に塗った「ゴールデンチャッカマン」といったアイテムが登場した。いずれも効果は出した時に1回だけ得点が2倍もらえるというもの。30分番組時代の頃の特番の最終問題で、上記の「ゴールデンサンマー」を使用した女性チームが所スペシャルの際に正解（つまり、アイテムの2倍に所スペシャルの2倍を掛けた4倍の得点が加算されるはずである）。しかし、この時に所らが「倍の倍の倍～♪」と唄いながら騒いでいたため、8倍の得点が加算されるのではと女性チームが抗議。所もあっさり了承して8倍の得点を女性チームに加算、逆転勝ちしたケースがあった。
1989年12月27日には、この番組の後の20時から逸見政孝・渡辺正行の司会で放送されていた当時の日本テレビの人気クイズ番組『クイズ世界はSHOW by ショーバイ!!』との合体番組『笑ってヨロシク SHOW by ショーバイ!!』が放送された。この「『SHOW by ショーバイ!!』と他番組の合体」という発想が、後の番組対抗特番（『スーパークイズスペシャル』）の企画へと活かされていった。 また、第1回放送時のスペシャルゲストには逸見が登場し、エンディングでは所が逸見に手を引かれて『SHOW by ショーバイ!!』の収録場所であるGスタジオに移動するという演出が挟まれ、直後の『SHOW by ショーバイ!!』では逸見が司会、所が解答者と立場が逆転した形で放送した。

## スタッフ
- 構成：豊村剛、そーたに（一時期は本名の「摠谷博志」でクレジット）、都築浩、おちまさと、安達元一、田中直人（おち・安達・田中→1時間時代-）
- 音楽：吉田和生
- 広報：木村晶子（日本テレビ）
- TD：斎（斉）藤智徳（日本テレビ）
- SW：高梨正利（以前はカメラ）
- カメラ：山田祐一
- 照明：水戸実
- 調整：盛岡智昭、八木一夫
- 音声：大島康彦
- 美術：高野豊
- デザイン：石附千秋
- 美術進行：有尾武（雄達）郎（以前は美術）
- 大道具：斉木祐一
- 小道具：丸山善之
- 電飾：柴崎武人
- 音効：古川直樹（サウンドプロ企画  現:タルス）
- 編集：杉浦堅一（オムニバス・ジャパン）
- MA：坂井真一（オムニバス・ジャパン）
- システム：隅田哲、森川亮
- 調査：稲葉潔
- 協力：Apple Computer
- ロケ協力：コスモスペース、神保町スタジオ
- ナレーター・出題：伊倉一恵（一時期は「伊倉一寿」でクレジット）
- TK：池田佳寿子
- デスク：佐藤睦美、関根隆子
- AP：江尻直孝（日企、以前はロケディレクター）
- 制作進行：本多雅春
- 制作スタッフ：植木一実、加納成人、上原英範、上妻悦郎、池上、高橋寿治、樋口祐子、武井正弘、早坂香里、鮫島治子、若林真
- ロケディレクター：栗栖政文、平野進、大久保将博、神野基彦
- ディレクター：飯沼誠（以前はロケディレクター）、矢追孝男（日本テレビ）
- 演出/ディレクター：宮下仁志（日本テレビ）、柳川剛、岩山高彦、加藤宏実（加藤・相馬→以前はロケディレクター）、竹田次彦、相馬信雄
- 演出：矢坂義之（日企、以前はディレクター）
- 総合演出：小澤龍太郎（日本テレビ、以前は演出/ディレクター）
- プロデューサー：吉川圭三（日本テレビ、以前は演出→総合演出）、河野直樹（日企）
- チーフプロデューサー：山根義紘（日本テレビ）
- 制作協力：日企（30分、1時間時代ともに）
- 製作著作：日本テレビ

### 過去のスタッフ
- 構成：妹尾匡夫、佐々木勝俊、成田はじめ、今村良樹（共に30分時代）
- 広報：中原修一（30分時代初期）、伊藤麻江（30分時代）
- SW：岩本茂（30分時代）
- カメラ：米田博之（1995年10月25日）
- 照明：川崎吉男（夫）（30分時代）、松村登貴（喜）雄（30分時代～1時間時代初期）、小田切清美（1995年10月25日）、細川登喜二（1時間時代）
- 調整：加藤光朗（30分時代）
- 美術：宮沢利忠（30分時代）
- 大道具：大野一（30分時代）
- 小道具：米山幸一、永山(川嶌)佳代子（共に30分時代）
- 編集：日下石京子（30分時代）、幸村美佐（30分時代～1時間時代初・中期）、新井隆水（1995年10月25日）
- CG：TDKビデオセンター（30分時代）
- ナレーター：江森浩子（30分時代）、広中雅志（1995年10月25日）
- 協力：JAMP（30分時代～1時間時代初期）
- 制作進行：永田夏子（30分時代）
- ロケディレクター：上村泰、新田正明（共に30分時代）、和佐田幸弘、斎藤由和、石塚宏充、稲垣寛（共に30分時代～1時間時代初期）
- ディレクター：永原啓一（30分時代）
- プロデューサー：草野公、辻澄子（共に30分時代）、桜田和之（30分時代～1時間時代初・中期）
- チーフプロデューサー：金谷勲夫（以前はプロデューサー）

## 番組ネット局
放送系列は現在の系列。
| 放送対象地域  | 放送局             | 系列                                         | ネット形態             | 備考              |
| ------------- | ------------------ | -------------------------------------------- | ---------------------- | ----------------- |
| 関東広域圏    | 日本テレビ         | 日本テレビ系列                               | 制作局                 |                   |
| 北海道        | 札幌テレビ         | 日本テレビ系列                               | 同時ネット             |                   |
| 青森県        | 青森放送           | 日本テレビ系列                               | 同時ネット             |                   |
| 岩手県        | テレビ岩手         | 日本テレビ系列                               | 同時ネット             |                   |
| 宮城県        | ミヤギテレビ       | 日本テレビ系列                               | 同時ネット             |                   |
| 秋田県        | 秋田放送           | 日本テレビ系列                               | 同時ネット             |                   |
| 山形県        | 山形放送           | 日本テレビ系列                               | 同時ネット             | [ 注 18 ]         |
| 福島県        | 福島中央テレビ     | 日本テレビ系列                               | 同時ネット             |                   |
| 山梨県        | 山梨放送           | 日本テレビ系列                               | 同時ネット             |                   |
| 新潟県        | テレビ新潟         | 日本テレビ系列                               | 同時ネット             |                   |
| 長野県        | テレビ信州         | 日本テレビ系列                               | 同時ネット             |                   |
| 静岡県        | 静岡第一テレビ     | 日本テレビ系列                               | 同時ネット             |                   |
| 富山県        | 北日本放送         | 日本テレビ系列                               | 同時ネット             |                   |
| 石川県        | 北陸放送           | TBS系列                                      | 遅れネット             | 1990年3月まで     |
| 石川県        | テレビ金沢         | 日本テレビ系列                               | 同時ネット             | 1990年4月開局から |
| 福井県        | 福井放送           | 日本テレビ系列 テレビ朝日系列                | 同時ネット             |                   |
| 中京広域圏    | 中京テレビ         | 日本テレビ系列                               | 同時ネット             |                   |
| 近畿広域圏    | 読売テレビ         | 日本テレビ系列                               | 同時ネット             |                   |
| 島根県 鳥取県 | 日本海テレビ       | 日本テレビ系列                               | 同時ネット             |                   |
| 広島県        | 広島テレビ         | 日本テレビ系列                               | 同時ネット             |                   |
| 山口県        | 山口放送           | 日本テレビ系列                               | 同時ネット             |                   |
| 徳島県        | 四国放送           | 日本テレビ系列                               | 同時ネット             |                   |
| 香川県 岡山県 | 西日本放送         | 日本テレビ系列                               | 同時ネット             |                   |
| 愛媛県        | 南海放送           | 日本テレビ系列                               | 同時ネット             |                   |
| 高知県        | 高知放送           | 日本テレビ系列                               | 同時ネット             |                   |
| 福岡県        | 福岡放送           | 日本テレビ系列                               | 同時ネット             |                   |
| 長崎県        | テレビ長崎         | フジテレビ系列                               | 同時ネット →遅れネット | 1991年3月まで     |
| 長崎県        | 長崎国際テレビ     | 日本テレビ系列                               | 同時ネット             | 1991年4月開局から |
| 熊本県        | くまもと県民テレビ | 日本テレビ系列                               | 同時ネット             |                   |
| 大分県        | 大分放送           | TBS系列                                      | 遅れネット             | 一時期のみ放送    |
| 大分県        | テレビ大分         | 日本テレビ系列 フジテレビ系列                | 遅れネット →同時ネット | 大分放送から移行  |
| 宮崎県        | テレビ宮崎         | フジテレビ系列 日本テレビ系列 テレビ朝日系列 | 遅れネット             |                   |
| 鹿児島県      | 鹿児島テレビ       | フジテレビ系列                               | 同時ネット             | 1994年3月まで     |
| 鹿児島県      | 鹿児島読売テレビ   | 日本テレビ系列                               | 同時ネット             | 1994年4月開局から |
| 沖縄県        | 沖縄テレビ         | フジテレビ系列                               | 遅れネット             |                   |

## 関連書籍
「どちら様も!!笑ってヨロシク」 - 1996年4月15日 、日本テレビ放送網より刊行。クイズ・普通の人々コーナーに出演した観客等の発言をまとめた内容だが、カラーページによる1時間時代の番組風景、所や番組スタッフによるコメント、クイズ!暴走クロス（クイズ!暴走機関車）に登場する機関車のイラスト、スペシャルゲストクイズ時の街の人の発言（それを見て誰かを当てるクイズ形式になっている）等も掲載されている。